# 멘델레이
멘델레이(Mendeley)는 논문을 관리하고 공유하는 데 쓰이는 서지 관리 프로그램이다. 문헌정보 관리, PDF 문서 읽기와 메모 달기, 문서 관리, 공유 기능 등을 지원한다.

## 역사
멘델레이는 2007년 11월 독일어 박사 과정에 있던 세 명의 학생들에 의해 설립되었다. 첫 번째 공개 베타 버전은 2008년 8월에 공개되었다.
멘델레이는 2013년 네덜란드의 대형 출판사인 엘제비어에 인수되었다.
테크크런치에서 선정한 2009년 유럽 스타트업 어워드 '최고의 사회 혁신' 상을 수상하였고, 가디언의 '100대 기술 미디어 기업' 6위에 선정되기도 하였다.

## 플랫폼
멘델레이는 등록한 무료 사용자에게 최대 2GB의 웹 저장공간을 제공하고 있으며, 추가 저장공간이나 팀 협업 도구를 원하는 사용자에게 유료 서비스를 제공하고 있다.
- 멘델레이 데스크탑은 마이크로소프트 윈도우, 맥 OS X 이상, 리눅스에서 사용할 수 있고[6], 논문 작성 시 마이크로소프트 워드, 마이크로소프트 워드 포 맥, 리브레오피스와 같은 워드 프로세서와 호환하여 인용 서지정보를 입력할 수 있다.[7]
- 멘델레이 웹은 데스크탑에서 지원하는 논문 관리 기능과 함께 온라인 연구자 네트워크를 지원한다.
- 멘델레이 모바일 앱은 공식적으로 iOS 안드로이드를 지원한다.[8]

## 같이 보기
- 조테로